# Санту-Андре-даш-Тожейраш
Санту-Андре-даш-Тожейраш (порт. Santo André das Tojeiras) — район (фрегезия) в Португалии, входит в округ Каштелу-Бранку. Является составной частью муниципалитета Каштелу-Бранку. По старому административному делению входил в провинцию Бейра-Байша. Входит в экономико-статистический субрегион Бейра-Интериор-Сул, который входит в Центральный регион. Население составляет 1033 человека на 2001 год. Занимает площадь 75,09 км².